# 信息化服务
信息化服务（informationization service）是一个以信息技术与高科技手段为生产和生活中出现的问题提供优质解决方案，或对有可能出现的问题进行评估、预测与防范的行业，信息化服务学则是研究这个行业的规律与方法的一门科学。